# مرکز افکارسنجی ملت
مرکز افکارسنجی ملت با نام اختصاری ملت شناخته می‌شود و وابسته به مرکز پژوهش‌های مجلس شورای اسلامی در ایران است. این مرکز از آبان ماه سال ۱۳۹۹ فعالیت خود را در حیطه ارائه پیوست‌های افکارسنجی به طرح‌ها و لوایح مجلس شورای اسلامی آغاز کرده است و نظرسنجی‌های مختلفی در موضوعات اقتصادی، اجتماعی، سیاسی و فرهنگی انجام داده است. مدیریت این مجموعه از سال ۱۴۰۲ بر عهده سعید آجورلو می‌باشد. این موسسه افکارسنجی توانست در دور دوم انتخابات ریاست جمهوری در سال ۱۴۰۳ دقیق‌ترین پیش‌بینی از رای نامزدها را داشته باشد.

## معرفی و تاریخچه
مرکز افکارسنجی ملت از آبان ماه سال ۱۳۹۹ فعالیت خود را در مرکز پژوهش‌های مجلس شورای اسلامی آغاز کرده است. این مرکز با هدف تحقق بند «ب» ماده ۲ قانون شرح وظایف مرکز پژوهش‌های مجلس شورای اسلامی مصوب سال ۱۳۷۴ تأسیس شده است. در این بند ذکر شده است که یکی از وظایف مرکز پژوهش‌های مجلس «گردآوری و بررسی نظرات محققان و پژوهشگران دانشگاه‌ها و مراکز تحقیقاتی، دستگاه‌های اجرایی، نهادها، گروه‌ها، انجمن‌های علمی و تخصصی و احزاب سیاسی و افکار عمومی در مورد نیازهای جامعه از نظر قانون‌گذاری» است.
مرکز افکارسنجی ملت از بدو تأسیس تاکنون در فعالیت‌های پژوهشی و پروژه‌های افکارسنجی خود بر توان علمی و تخصصی دفاتر مطالعاتی مرکز پژوهش‌های مجلس متکی بوده است و همواره ضمن تلاش برای نوآوری و پیشرفت در حوزه افکارسنجی، خود را ملزم به رعایت اصول حرفه‌ای‌گری، دقت، بی‌طرفی و حفظ محرمانگی داده‌ها کرده است.

## ساختار و چارت موسسه
موسسه افکارسنجی ملت به‌طورکلی از دو بخش پژوهش و پیمایش تشکیل شده است که در ذیل مدیریت و معاونت مجموعه به فعالیت خود می‌پردازند و بخش اداری نیز مسئولیت‌های دفتری را بر عهده دارد. در بخش پژوهش دو گروه آمار و گروه تحقیق قرار دارند که متناسب با فعالیت‌های خود به بررسی‌های آماری و تحلیل‌های علمی بر داده‌های به‌دست آمده از گروه پیمایش که خام اطلاعات را از طریق پرسشگری تلفنی جمع‌آوری می‌کنند، می‌پردازند. همچنین در کلیه فرایندها، یک شورای علمی متشکل از متخصصان موضوعات خاص هر افکارسنجی بر کلیه فرایندها نظارت دارند.

## مدیران موسسه
مدیران مجموعه از سال ۱۳۹۹ به صورت جدول زیر هستند.
| مدیر                 | دوران مدیریت    | دوران مدیریت |
| -------------------- | --------------- | ------------ |
| مدیر                 | از              | تا           |
| محسن ابن الدین حمیدی | مدیر آبان ۱۳۹۹  | آذر ۱۴۰۱     |
| وحید کشافی‌نیا        | سرپرست آذر ۱۴۰۱ | بهمن ۱۴۰۱    |
| سعید آجورلو          | مدیر بهمن ۱۴۰۱  | هم‌اکنون      |

## افکارسنجی‌ها
این موسسه افکارسنجی‌های مختلفی انجام داده که برخی از آنها عبارت‌انداز:
- افکارسنجی پیرامون مهریه و نظر مردم دربارهٔ مداخله قانون در آن؛[۴]
- افکارسنجی دربارهٔ نگرش مردم به طرح اصلاح یارانه‌ها و توزیع کالابرگ؛[۵]
- افکارسنجی دربارهٔ نگرش مردم به آسیب‌های اجتماعی در کشور؛[۶]
- افکارسنجی دربارهٔ نگرش مردم به وضعیت صندوق‌های بازنشستگی کشور؛[۷]
- افکارسنجی انتخابات چهاردهمین دوره ریاست جمهوری کشور (دقیق‌ترین پیش‌بینی از انتخابات).[۸]

## افکارسنجی‌های موفق
از افکارسنجی‌های موفق و دقیق این مجموعه می‌توان به موارد زیر اشاره کرد:
- افکارسنجی انتخابات چهاردهمین دوره ریاست جمهوری کشور

دکتر بابک نگاهداری، با اشاره به نتایج نهایی آرای نامزدهای دور دوم چهاردهمین دوره انتخابات ریاست جمهوری، عنوان کرد: آخرین نظرسنجی موسسه افکارسنجی ملت وابسته به مرکز پژوهش‌های مجلس عنوان کرده بود که آقای مسعود پزشکیان ۵۳/۷ درصد و آقای سعید جلیلی ۴۴/۲ درصد از آرای دور دوم چهاردهمین دوره انتخابات ریاست جمهوری را به خود اختصاص خواهند داد و همچنین ۲/۱ درصد آرا سفید یا باطله خواهد بود. این در حالی است که نتایج نهایی انتخابات نشان می‌دهد رای آقای پزشکیان ۱۶ میلیون و ۳۸۴ هزار و ۴۰۳ رای معادل ۵۳/۶۶درصد، رای آقای جلیلی ۱۳ میلیون و ۵۳۸هزار و ۱۷۹ رای معادل ۴۴/۳۴ درصد و آرای باطله یا سفید ۶۰۷هزار و ۵۷۵ رای معادل ۲ درصد بوده است. نتایج این نظرسنجی و نتایج نهایی انتخابات نشان می‌دهد که مرکز پژوهش‌های مجلس، دقیق‌ترین پیش‌بینی را در خصوص این دور از انتخابات انجام داده است.

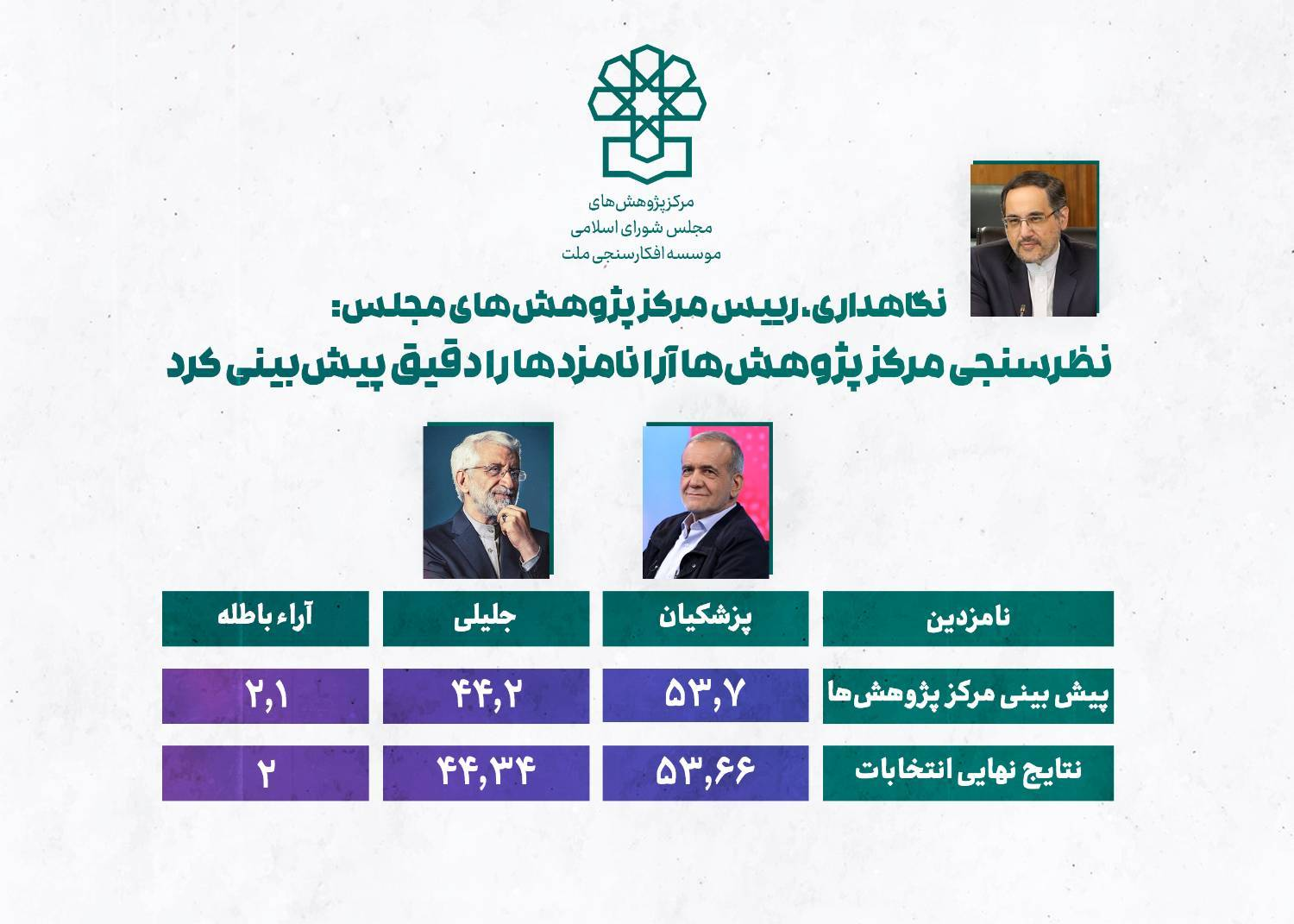
تصویری از نظرسنجی دقیق موسسه افکارسنجی ملت در انتخابات ریاست جمهوری سال ۱۴۰۳

## نشست‌ها
موسسه افکارسنجی ملت چندین نشست در حوزه افکارسنجی و افکار عمومی با متخصصان علمی این حوزه برگزار کرده است. یکی از این نشست‌ها، نشست علمی «چالش‌های پیمایش تلفنی در ایران» بود که در آن بر لزوم افزایش هم‌اندیشی و اشتراک مساعی مراکز مختلف افکارسنجی تأکید شد. همچنین «نشست علمی کاربست افکارسنجی در سیاست گذاری» از دیگر نشست‌های این مجموعه بوده است.

## کتاب‌ها
موسسه افکارسنجی ملت یک کتاب در حوزه افکارسنجی و افکارعمومی به انتشار رسانده است. این کتاب «ساخت ابزار اندازه‌گیری برای مطالعات اجتماعی» نام دارد که توسط علیرضا خوشگویان فرد تألیف شده است.